# 吉澤純平
吉澤 純平（よしざわ じゅんぺい、1985年3月16日 - ）は、競輪選手、元ショートトラック選手。競輪選手としては、日本競輪選手会茨城支部所属、ホームバンクは取手競輪場。日本競輪学校（当時。以下、競輪学校）第101期生。師匠は武田豊樹（88期）。

## 来歴

### スピードスケート選手として
長野県南佐久郡南牧村出身。南牧村立南牧中学校、山梨学院大学附属高等学校、山梨学院大学を経て、とらふぐ亭に所属していた。
ショートトラック競技で活躍し、2007年には全日本ショートトラック選手権で総合2位。2009年には全日本ショートトラック距離別選手権500mで1位、全日本ショートトラック選手権で総合3位。2010年のバンクーバーオリンピックでは、1500mで18位、500mで14位の成績を収めた。

### 競輪選手として
2011年1月14日、競輪学校第101回生入学試験に合格。在校成績は第4位（21勝）。2012年7月13日に松戸競輪場でデビューし2着、翌14日に初勝利。同年11月21日の宇都宮競輪場でA級チャレンジ3場所連続完全優勝を果たし、A級2班に特別昇級した。
2013年のルーキーチャンピオンレース（川崎競輪場）で優勝。特別競輪では、2018年の全日本選抜競輪（四日市競輪場）でGI初優出（8着）。G3競走では、2016年の豊橋記念優勝以後、2022年の取手記念まで4勝を記録。2023年には通算300勝を達成している。

## 特徴
関東ラインの先頭で貢献を続けてきた自力型だが、若手自力選手の台頭もあり番手を回る機会も増えている。また、落車や負傷での離脱が多く、過去にはアキレス腱断裂や頭蓋骨骨折などの大怪我も経験している。